# Riverview (Alabama)
Pour les articles homonymes, voir Riverview.
Riverview est une ville du comté d'Escambia, en Alabama, aux États-Unis,.

## Démographie
| 1970 | 1980 | 1990 | 2000 | 2010 |
| ---- | ---- | ---- | ---- | ---- |
| 110  | 132  | 90   | 99   | 184  |

## Source de la traduction
- (en) Cet article est partiellement ou en totalité issu de l’article de Wikipédia en anglais intitulé « Riverview, Alabama » (voir la liste des auteurs).